# Walter Frank Raphael Weldon

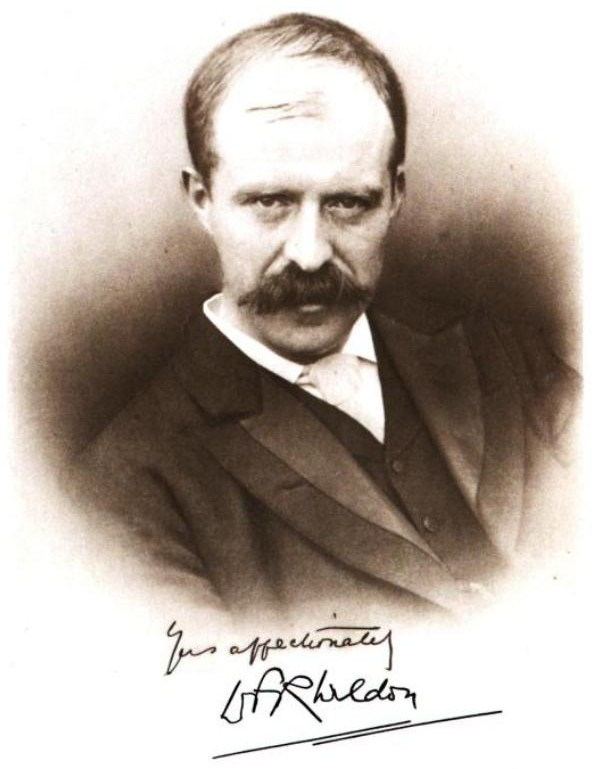
Walter Frank Raphael Weldon

Walter Frank Raphael Weldon (ur. 1860, zm. 1906) – brytyjski biolog i statystyk, pionier biometrii, Linacre Professor of Zoology. Wspólnie z Francisem Galtonem i Karlem Pearsonem założył czasopismo naukowe Biometrika.